# Gaj (Mazovia)
Gaj [pronunciación en polaco: /ɡai̯/] es un pueblo en el distrito administrativo de Gmina Świercze, dentro del Distrito de Pułtusk, Voivodato de Mazovia, en el centro-este de Polonia. Se encuentra aproximadamente 4 kilómetros al norte de Świercze, 21 kilómetros al oeste de Pułtusk, y 56 kilómetros al norte de Varsovia.